# Alesia Cherniavskaya
Alesia Cherniavskaya –en bielorruso, Алеся Чернявская– (23 de enero de 1978) es una deportista bielorrusa que compitió en taekwondo. Ganó una medalla de bronce en el Campeonato Mundial de Taekwondo de 2001 y cinco medallas en el Campeonato Europeo de Taekwondo entre los años 1998 y 2005.

## Palmarés internacional
| Campeonato Mundial | Campeonato Mundial       | Campeonato Mundial | Campeonato Mundial |
| Año                | Lugar                    | Medalla            | Categoría          |
| ------------------ | ------------------------ | ------------------ | ------------------ |
| 2001               | Jeju (Corea del Sur)     | Medalla de bronce  | –72 kg             |
| Campeonato Europeo |                          |                    |                    |
| Año                | Lugar                    | Medalla            | Categoría          |
| 1998               | Eindhoven (Países Bajos) | Medalla de bronce  | –67 kg             |
| 2000               | Patras (Grecia)          | Medalla de plata   | –72 kg             |
| 2002               | Samsun (Turquía)         | Medalla de bronce  | –72 kg             |
| 2004               | Lillehammer (Noruega)    | Medalla de oro     | –72 kg             |
| 2005               | Riga (Letonia)           | Medalla de bronce  | –72 kg             |